# Hamzové ze Zábědovic

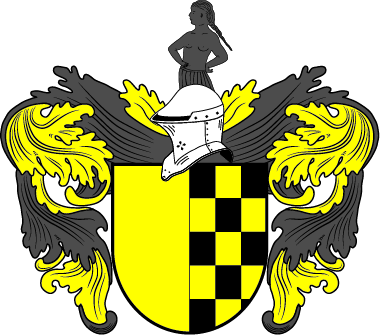
Erb rodu Hamza ze Zábědovic

Hamza ze Zábědovic (Hamsa von Zabiedowitz – poněmčená verze jména) je starobylý český vladycký a rytířský rod.

## Historie a majetek
Oblíbili si jméno Bořek, které se stalo rodovým. Rod pochází ze Zábědovic (nyní Zábědov – součást Nového Bydžova). Nejstarší známý předek je Myslibor Hamza připomínaný již roku 1396. Na počátku 16. století přichází Martin Hamza ze Zábědovic, usedlý v Plotišti nad Labem a Mikuláš Bořek, který koupil 1536 Vlhošť. Synové Martinovi byli: Petr, Bořek Hamza, Bořek a Václav. Petr pojal za manželku Johanku ze Štítného (po smrti Petra podruhé vdaná za svého bratrance Prokopa ze Štítného) a držel statky Morašice, Mezilesice, Kozojedy, Hrochův Týnec. Petr Hamza byl úředníkem pánů z Pernštejna v Pardubicích a r. 1554–1555 hejtmanem kraje Chrudimského. Téměř veškeré jeho statky zdědila dcera Eva. Petrův bratr Bořek na Vinařích a Chlumu pravděpodobně zemřel, pokud je známo, bez potomků. Nejmladší bratr byl Vácslav (připomínaný roku 1570) usedlý na Dluhodvorech (nyní Dlouhé Dvory). Vácslav Hamza se oženil s Annou Dorotou, údajně pocházela z vladyckého rodu Tamchynů z Doubravice, kteří měli ve znaku polovici zlatého jelena hledícího zpravidla vlevo v modrém štítě. Potomci jeho ale pro rozplození své veliké upadli v chudobu. Jeho pravnuk Vácslav Hamza (uváděn Hamsa) vlastnil po třicetileté válce v roce 1653 již pouze selský grunt ve vsi Kněž na havlíčkobrodsku.
Další z bratrů Bořek Hamza, který vlastnil Neděliště, Světí, Chlum, Hněvčeves a  Radikovice (do 1528), zanechal trvalé potomstvo. Majitelé panství Bořek Hamza ze Zábědovic a jeho manželka Eliška Sluzská z Chlumu nechali přestavět roku 1555 kostel v Nedělištích. Skutečnost dokládal nápis na zdi kostela, zachycený ve farní kronice s přípisem, že jej bylo možné číst ještě na počátku 18. století: „Tento chrám Boží a svatý jest dokonán v sobotu na den památní Mistra Jana z Husince skrze pomoc Pána Všemohoucího k jeho cti a chvále svaté, léta od narození Syna Božího 1555 od urozeného pana Hamzy Bořka ze Zábědovic a urozené paní Elišky z Chlumu, manželky téhož pana Bořka. Tento dům stavěl slovutný muž Václav Všetečka, měštěnín z  Pardubic. Za správců těchto tento dům Boží dokonán jest: za rychtáře Janovského a konšelů Pavla Moučka, Pavla Martinka a Havla Řeháka.“
Bořek Hamza měl tři syny: Jana mladšího, Bořka a Petra. Jan mladší (1566 †78, manželka Kateřina Holcová z Nernošic † 24. listopadu 1586) držel Světí, Přím a  Probluz. Synové jeho byli Jan, Jiřík a Bořek mladší a dcery Kateřina, Veronika a Hedvika. Synové měli statky Světí, Chlum a Radostov, ale nezůstavili žádných známých potomků.
Druhý syn Hamzy, Bořek starší (1567–1607) měl také část Světí, zdědil se strýci Morašice a koupil díl Neděliště. Jeho manželkou byla Kateřina z Dobřenic. Zemřel asi roku 1612 a zanechal po sobě syny: Bořek mladší, Mikuláš, Jan Ctibor a Myslibor Zdislav. Syn Bořek mladší (1612-47) prodal s bratry Neděliště i Morašice, ztratil konfiskací Dolní Teplici (1621) a žil pak v skromnosti jen na dvoře Rakovském v Chrudimi. Syn jeho Kuneš Mikuláš připomíná se v letech 1618–27. Ostatní bratři potomstva nezanechali.
Rod dále vedli bratři Myslibor Hamza Bořek nejstarší, Pavel a Zdeněk, synové snad Petra, třetího syna Hamzova (1520-60) na Nedělišti a Světí. Myslibor měl do roku 1612 Hořiněves, získal téhož roku Neděliště a Světí, roku 1616 Rozhovice. Mysliborův syn Pavel (nar. 1617) byl fendrychem (cca podporučík) v saském vojsku, kde i zemřel v roce 1631. Pavel měl za manželku Dorotu Hruškovou z Března, prodal roku 1631 Rozhovice a Morašice a zanechal Neděliště synu Adamovi, který však svoboden zemřel při plnění vojenských povinností v Sasku, načež statek zdědila sestra Anna Johanka.
Bratr Myslibora Hamzy nejstarší, Pavel (1584 † 1605, manželka Anna Maternová z Květnice) držel statky Slatinu, Třibřichy, koupil 1597 Dřenice a měl též díly Neděliště a Světí. Synové jeho byli Adam a Jan mladší († 1635, manž. Žofka Benedová z Nečtin) měl syna Karla, ale ten zemřel před otcem.
Současníkem těchto Hamzů byl Petr († 1647) na Něnkovicích, který měl čtyři děti: Jana Šťastného († 1686), Ferdinanda Dobromíra (1673-84), Annu Lidmilu a Kateřinu. Z nich Ferdinand měl do 1693 dvůr ve Vlčnově a koupil od Lažanských z Bukové dvůr v Chrudimi (1684). Bratr jeho Jan Šťastný (Felix), manželka Eliška Maxmiliana Šrejnárová z Rozeneku měl syny Jana Petra a Ferdinanda Karla, kteří při smrti otcově byli ještě nezletilí. Mladší z nich Ferdinand Karel se oženil později s Mandalenou Schmiedovou a měl dceru Eleonoru Terezii (křtěna 19. října 1706 v Praze u sv. Jiljí).
Synem Ferdinanda Dobromíra byl bezpochyby Ferdinand Myslibor na Vlčnově u Chrudimi (1700–1743), měl syny Františka Jindřicha, Karla Arnošta a Ferdinanda Jana. Nejstarší z nich byl radou purkrabského soudu a držel Vlčnov. Ostatní dva byli v armádě, Karel Arnošt († 1758) poručíkem a Ferdinand Jan nadporučíkem. Tento zasnoubil se 23. března 1722 v Praze s Františkou Kateřinou Negroniovou z Rizenbachu. Po nich připomíná se ještě v první 1752-64, František Ferdinand Hamza ze Zábědovic, který držel dva dvory v Radvanově a jeden roku 1764 prodal. Dvůr zvaný Šafařík koupil Josef Jiří Vavřinec Jeník z Bratřic.
Hlavně díky pobělohorským konfiskacím však již koncem 17. století rod zchudl a udržel si kromě rytířské cti a rodového erbu pouze několik malých statků či mlýnů. Potomci rodu žijí dodnes.

## Popis erbu

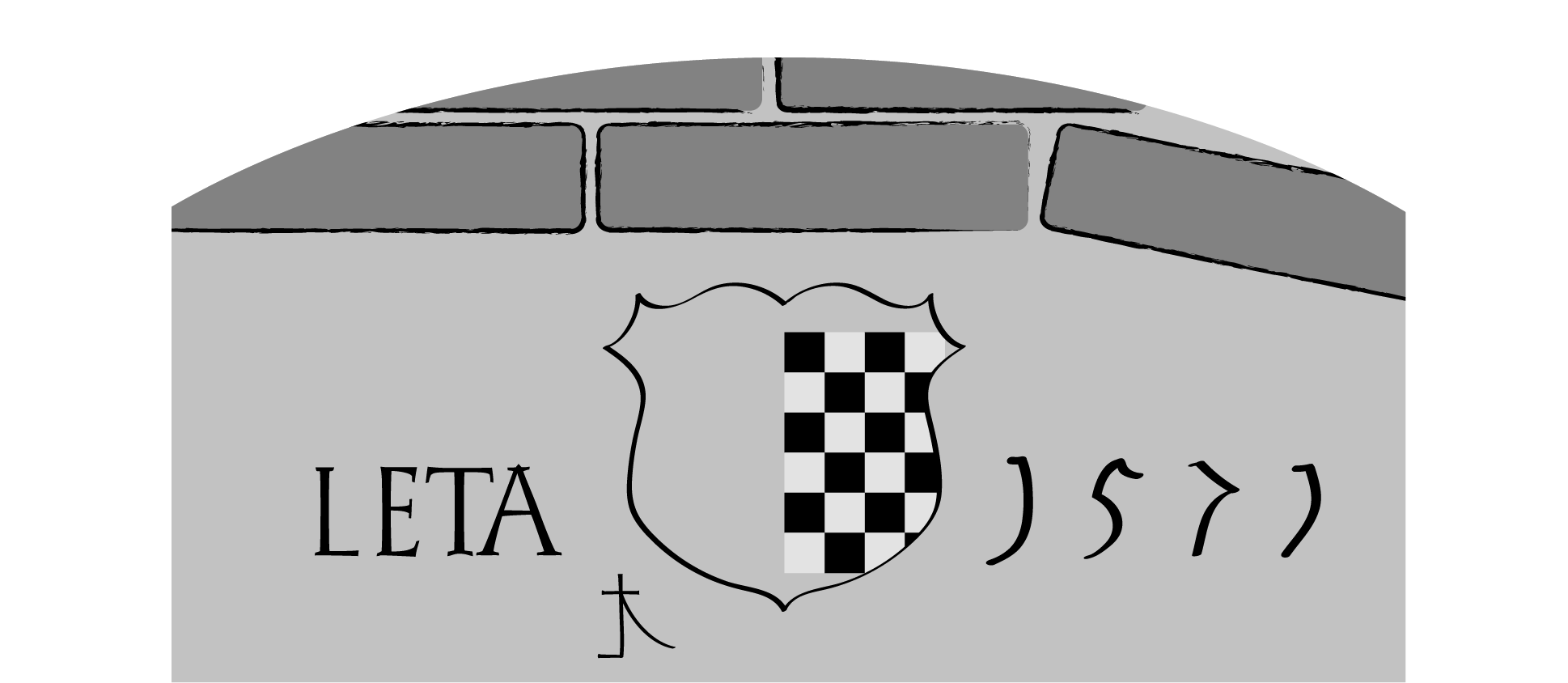
Neděliště č.p. 29 – nákres erbu

Polcený štít, pravá polovina jest zlatá, levá polovina v pěti řadách černo-zlatě šachovaná. Turnajský helm jest bez koruny. Klenot jest černá nahá panna – mouřenínka s vlasy ve vrkoč spletenými, po pás vynikající, majíce ruce v bocích. Fafrnochy (přikryvadla) jsou černo-zlaté.
Rodový erb „šachovnice“ jest podobný i u jiných východočeských rodů. Nejznámější je asi český rod Dohalský z  Dohalic a jejich původní erb (před povýšením do hraběcího stavu). Rodový erb Hamzů ze Zábědovic nalezneme s letopočtem 1571 v Dolním Nedělišti. Tvrz stávala uprostřed vsi v místech současného domu čp. 29. Zde se z ní zachovaly sklepy. Nad vchodem do sklepů je umístěna již zmíněná deska s erbem a letopočtem. Patrná je i kameníkova značka pod rodovým erbem.

## Významní členové rodu
- Petr Hamza ze Zábědovic
  - dne 28.10.1550 jmenován do úřadu vrchního správce pernštejnského českého dominia
  - roku 1554 jmenován hejtmanem Chrudimska za rytířský stav
- Ferdinand Bořek Hamza ze Zábědovic (21. června 1768 Lukavec – 12. listopadu 1856 Brno)
- Ferdinand Jan Václav Bořek Hamza ze Zábědovic (24. listopadu 1727 – cca 1820)
  - 6. září 1791 pasován na rytíře sv. Václava (při korunovaci Leopolda II. českým králem)
- prof. MUDr. František Hamza (6. března 1868, Kletečná, Humpolec – 4. června 1930 Brno) – spisovatel a lékař, zakladatel Léčebny v Luži Košumberku

## Rodová hesla
- V štěstí nedoufám, v neštěstí nezoufám. (1624) Adam Bořek Hamza ze Zábědovic
- Já miluji, nezjevím; zjeví-li Pán Bůh, to nevím. (1624) Jan Bořek Hamza ze Zábědovic